# Zweeds zaalvoetbalteam (mannen)
Het Zweeds zaalvoetbalteam is een team van zaalvoetballers dat Zweden vertegenwoordigt in internationale wedstrijden. Ze konden zich nog nooit kwalificeren voor een Wereldkampioenschap.

## Prestaties op eindronden

### WK-historie
| Deelnames aan het Wereldkampioenschap zaalvoetbal | Deelnames aan het Wereldkampioenschap zaalvoetbal | Deelnames aan het Wereldkampioenschap zaalvoetbal | Deelnames aan het Wereldkampioenschap zaalvoetbal | Deelnames aan het Wereldkampioenschap zaalvoetbal | Deelnames aan het Wereldkampioenschap zaalvoetbal | Deelnames aan het Wereldkampioenschap zaalvoetbal | Deelnames aan het Wereldkampioenschap zaalvoetbal |
| Jaar                                              | Ronde                                             | Pld                                               | W                                                 | D                                                 | L                                                 | GS                                                | GA                                                |
| ------------------------------------------------- | ------------------------------------------------- | ------------------------------------------------- | ------------------------------------------------- | ------------------------------------------------- | ------------------------------------------------- | ------------------------------------------------- | ------------------------------------------------- |
| 1989                                              | Niet deelgenomen                                  | Niet deelgenomen                                  | Niet deelgenomen                                  | Niet deelgenomen                                  | Niet deelgenomen                                  | Niet deelgenomen                                  | Niet deelgenomen                                  |
| 1992                                              | Niet deelgenomen                                  | Niet deelgenomen                                  | Niet deelgenomen                                  | Niet deelgenomen                                  | Niet deelgenomen                                  | Niet deelgenomen                                  | Niet deelgenomen                                  |
| 1996                                              | Niet deelgenomen                                  | Niet deelgenomen                                  | Niet deelgenomen                                  | Niet deelgenomen                                  | Niet deelgenomen                                  | Niet deelgenomen                                  | Niet deelgenomen                                  |
| 2000                                              | Niet deelgenomen                                  | Niet deelgenomen                                  | Niet deelgenomen                                  | Niet deelgenomen                                  | Niet deelgenomen                                  | Niet deelgenomen                                  | Niet deelgenomen                                  |
| 2004                                              | Niet deelgenomen                                  | Niet deelgenomen                                  | Niet deelgenomen                                  | Niet deelgenomen                                  | Niet deelgenomen                                  | Niet deelgenomen                                  | Niet deelgenomen                                  |
| 2008                                              | Niet deelgenomen                                  | Niet deelgenomen                                  | Niet deelgenomen                                  | Niet deelgenomen                                  | Niet deelgenomen                                  | Niet deelgenomen                                  | Niet deelgenomen                                  |
| 2012                                              | Niet deelgenomen                                  | Niet deelgenomen                                  | Niet deelgenomen                                  | Niet deelgenomen                                  | Niet deelgenomen                                  | Niet deelgenomen                                  | Niet deelgenomen                                  |
| 2016                                              | Niet gekwalificeerd                               | Niet gekwalificeerd                               | Niet gekwalificeerd                               | Niet gekwalificeerd                               | Niet gekwalificeerd                               | Niet gekwalificeerd                               | Niet gekwalificeerd                               |
| 2021                                              | Niet gekwalificeerd                               | Niet gekwalificeerd                               | Niet gekwalificeerd                               | Niet gekwalificeerd                               | Niet gekwalificeerd                               | Niet gekwalificeerd                               | Niet gekwalificeerd                               |
| Totaal                                            | 0/9                                               | 0                                                 | 0                                                 | 0                                                 | 0                                                 | 0                                                 | 0                                                 |